# Federazione delle conferenze dei vescovi cattolici dell'Oceania
La Federazione delle conferenze dei vescovi cattolici dell'Oceania (Federation of Catholic Bishops' Conferences of Oceania, FCBCO) è un organismo della chiesa cattolica che raggruppa le conferenze episcopali e i vescovi delle nazioni dell'Oceania.

## Storia
La FCBCO è stata istituita nel 1992 e ha sede ad Wollongong, in Australia.

## Membri dell'FCBCO
Fanno parte dell'FCBCO i vescovi delle seguenti conferenze episcopali:
- Conferenza dei vescovi cattolici australiani (Australian Catholic Bishops' Conference);
- Conferenza episcopale della Nuova Zelanda (New Zealand Episcopal Conference);
- Conferenza episcopale del Pacifico (Conferentia Episcopalis Pacifici, CEPAC);
- Conferenza dei vescovi cattolici di Papua Nuova Guinea e Isole Salomone (Catholic Bishops' Conference of Papua New Guinea and Solomon Islands).

## Elenco dei presidenti
- Cardinale Thomas Stafford Williams (1992 - 1999)
- Vescovo Soane Lilo Foliaki, S.M. (1999 - 2002)
- Vescovo Denis George Browne (2002 - 2006)
- Vescovo Peter William Ingham (2006 - aprile 2011)
- Arcivescovo John Atcherley Dew (aprile 2011 - maggio 2014)
- Cardinale John Ribat, M.S.C. (maggio 2014 - aprile 2018)
- Arcivescovo Peter Loy Chong (aprile 2018 - 10 febbraio 2023)
- Vescovo Anthony Randazzo, dal 10 febbraio 2023

## Elenco dei vicepresidenti
- Vescovo Robert Michael McGuckin (maggio 2014 - aprile 2018)
- Vescovo Charles Edward Drennan (aprile 2018 - 4 ottobre 2019)